# 犬神

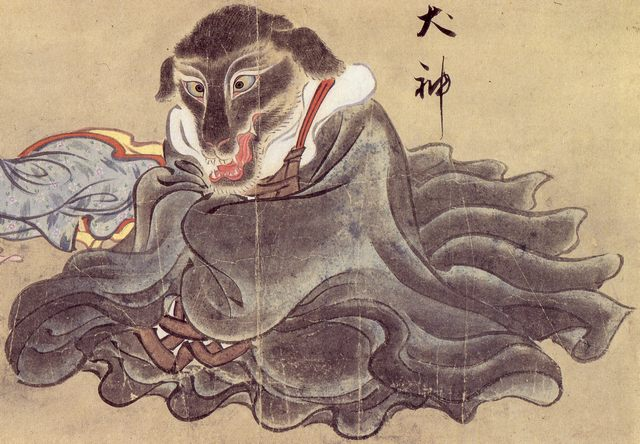
佐脇嵩之『百怪図巻』より「犬神」

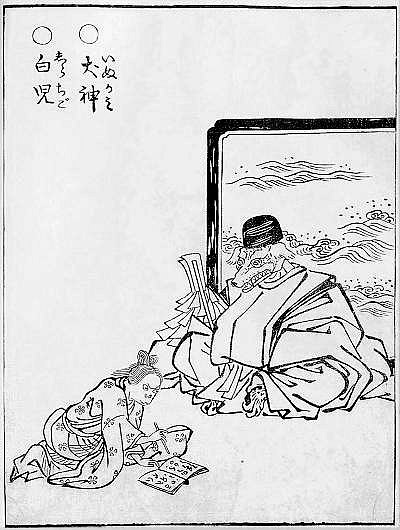
鳥山石燕『画図百鬼夜行』より「犬神」。左下の童子姿の者は「白児」（しらちご）という妖怪。

犬神（いぬがみ）は、狐憑き、狐持ちなどとともに、西日本に最も広く分布する犬霊の憑き物（つきもの）。近年まで、大分県東部、島根県、四国の北東部から高知県一帯においてなお根強く見られ、キツネの勢力圏ではない四国を犬神の本場であると考える説もある。また、犬神信仰の形跡は、島根県西部から山口県、九州全域、さらに薩南諸島から沖縄県にかけてまで存在している。宮崎県、熊本県球磨郡、屋久島ではなまって「インガメ」、種子島では「イリガミ」とも呼ばれる。漢字では「狗神」とも表記される。

## 犬神の由来
犬神の憑依現象は、平安時代にはすでにその呪術に対する禁止令が発行された蠱術（こじゅつ：蠱道、蠱毒とも。特定の動物の霊を使役する呪詛で、非常に恐れられた）が民間に流布したものと考えられ、 飢餓状態の犬の首を打ちおとし、さらにそれを辻道に埋め、人々が頭上を往来することで怨念の増した霊を呪物として使う方法が知られる。
また、犬を頭部のみを出して生き埋めにし、または支柱につなぎ、その前に食物を見せて置き、餓死しようとするときにその頸を切ると、頭部は飛んで食物に食いつき、これを焼いて骨とし、器に入れて祀る。すると永久にその人に憑き、願望を成就させる。獰猛な数匹の犬を戦い合わせ、勝ち残った1匹に魚を与え、その犬の頭を切り落とし、残った魚を食べるという方法もある。大分県速見郡山香町（現・杵築市）では、実際に巫女がこのようにして犬の首を切り、腐った首に群がった蛆を乾燥させ、これを犬神と称して売ったという霊感商法まがいの事例があり、しかもこれをありがたがって買う者もいたという。

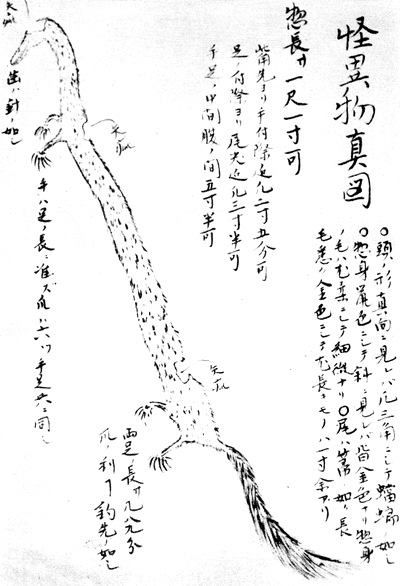
岡熊臣『塵埃』にある犬神の画

しかし、犬神の容姿は、若干大きめのネズミほどの大きさで斑があり、尻尾の先端が分かれ、モグラの一種であるため目が見えず、一列になって行動すると伝えられている。これは、犬というより管狐やオサキを思わせ、純粋に蠱道の呪法（『捜神記』の犬蠱のような）を踏襲した伝承というわけではないと考えられる。むしろ狐霊信仰を中心とする呪詛の亜流が伝承の中核を成していると考えられる。また容姿はハツカネズミに似て、口は縦に裂けて先端が尖っているともいい、大分県ではジネズミ（トガリネズミの一種、モグラの近縁種）に似ているといい、大分の速見郡豊岡町では白黒まだらのイタチのようという。前述の山口の相島では犬神鼠（いぬがみねずみ）ともいい、長い口を持つハツカネズミのようで、一家に75匹の群れをなしているという。徳島県三好郡祖谷山では犬神の類を「スイカズラ」といい、ネズミよりも少し大きなもので、囲炉裏で暖をとっていることがあるという。国学者・岡熊臣の書『塵埃』では、体長1尺1寸のコウモリに似た姿とある。また、浅井了意の「御伽婢子」に登場する土佐国の犬神は米粒ほどの大きさをしており、黒や白、斑模様の体色をした姿で伝えられている。
犬神の発祥には諸説あり、源頼政が討った鵺の死体が4つに裂けて各地に飛び散って犬神になったとも、弘法大師が猪除けに描いた犬の絵から生まれたともいう。源翁心昭が殺生石の祟りを鎮めるために石を割った際、上野国（現・群馬県）に飛来した破片がオサキになり、四国に飛び散った破片が犬神になったという伝説もある。

## 犬神持ち
犬神は、犬神持ちの家の納戸の箪笥、床の下、水甕（みずがめ）の中に飼われていると説明される。他の憑き物と同じく、喜怒哀楽の激しい情緒不安定な人間に憑きやすい。これに憑かれると、胸の痛み、足や手の痛みを訴え、急に肩をゆすったり、犬のように吠えたりすると言われる。人間の耳から体内の内臓に侵入し、憑かれた者は嫉妬深い性格になるともいう。徳島県では、犬神に憑かれた者は恐ろしく大食になり、死ぬと体に犬の歯型が付いているという。人間だけでなく牛馬にも、さらには無生物にも憑き、鋸に憑くと使い物にならなくなるともいう。
犬神の憑きやすい家筋、犬神筋の由来は、これらの蠱術を扱った術者、山伏、祈祷者、巫蠱らの血筋が地域に伝承されたものである。多くの場合、漂泊の民であった民間呪術を行う者が、畏敬と信頼を得ると同時に被差別民として扱われていたことを示している。というのも、犬神は、その子孫にも世代を追って離れることがなく、一般の村人は、犬神筋といわれる家系との通婚を忌み、交際も嫌うのが普通である。四国地方では、婚姻の際に家筋が調べられ、犬神の有無を確かめるのが習しとされ、これは同和問題と結びついて問題になる場合も少なくはない。
愛媛県周桑郡小松町（現・西条市）の伝承では、犬神持ちの家では家族の人数だけ犬神がおり、家族が増えるたびに犬神の数も増えるという。これらの犬神は家族の考えを読み取って、欲しい物があるときなどにはすぐに犬神が家を出て行って憑くとされる。しかし必ずしも従順ではなく、犬神持ちの家族の者を噛み殺すこともあったという。
犬神による病気を患った場合には医者の療治で治ることはなく、呪術者に犬神を落としてもらう必要があるという。種子島では「犬神連れ（いぬがみつれ）」といって、犬神持ちとされる家の者がほかの家の者に犬神を憑かせた場合、もしくは憑かせたと疑われた場合、それが事実かどうかにかかわらず、食べ物などを持って相手の家へ犬神を引き取りに行ったり、憑いた者が治癒するまで郊外の山小屋に隠棲することがあり、その子孫が後にも山中の一軒家に住み続けているという。
犬神持ちの家は富み栄えるとされている。一方で、狐霊のように祭られることによる恩恵を家に持ち込むことをせず、祟神として忌諱される場合もある。
徳島の賢見神社が犬神憑きを落とす日本随一の神社と言われ、病気平癒や家内安全に御利益があるお宮として知られている。